# John Sweeney (fackföreningsledare)
John Joseph Sweeney, född 5 maj 1934 i Bronx i New York, död 1 februari 2021 i Bethesda, Maryland, var en amerikansk fackföreningsledare. Från 1995 till 2009 var han ordförande för USA:s största fackorganisation AFL-CIO.